# Bo Carter
Bo Carter (* 21. März 1893 in Bolton, Mississippi; † 21. September 1964 in Memphis, Tennessee), eigentlich Armenter Chatmon, war ein US-amerikanischer Blues-Gitarrist.
Carter war zwar gelegentliches Mitglied der Mississippi Sheiks, der Musikgruppe der Chatmon-Familie, war aber auch solo erfolgreich. Zwischen 1928 und 1940 nahm er über 100 Stücke unter eigenem Namen auf.
Die bekanntesten Songs von Bo Carter sind seine Hokum-Aufnahmen, darunter Banana in Your Fruit Basket, Pin in Your Cushions, Your Biscuits Are Too Big und Please Warm My Wiener. Daneben gehörte auch Mainstream-Blues zu seinem Repertoire. Sein 1928 erstmals aufgenommener Song Corrine, Corrina wurde zum Blues-Standard.